# 디나모 스타디움 (모스크바)

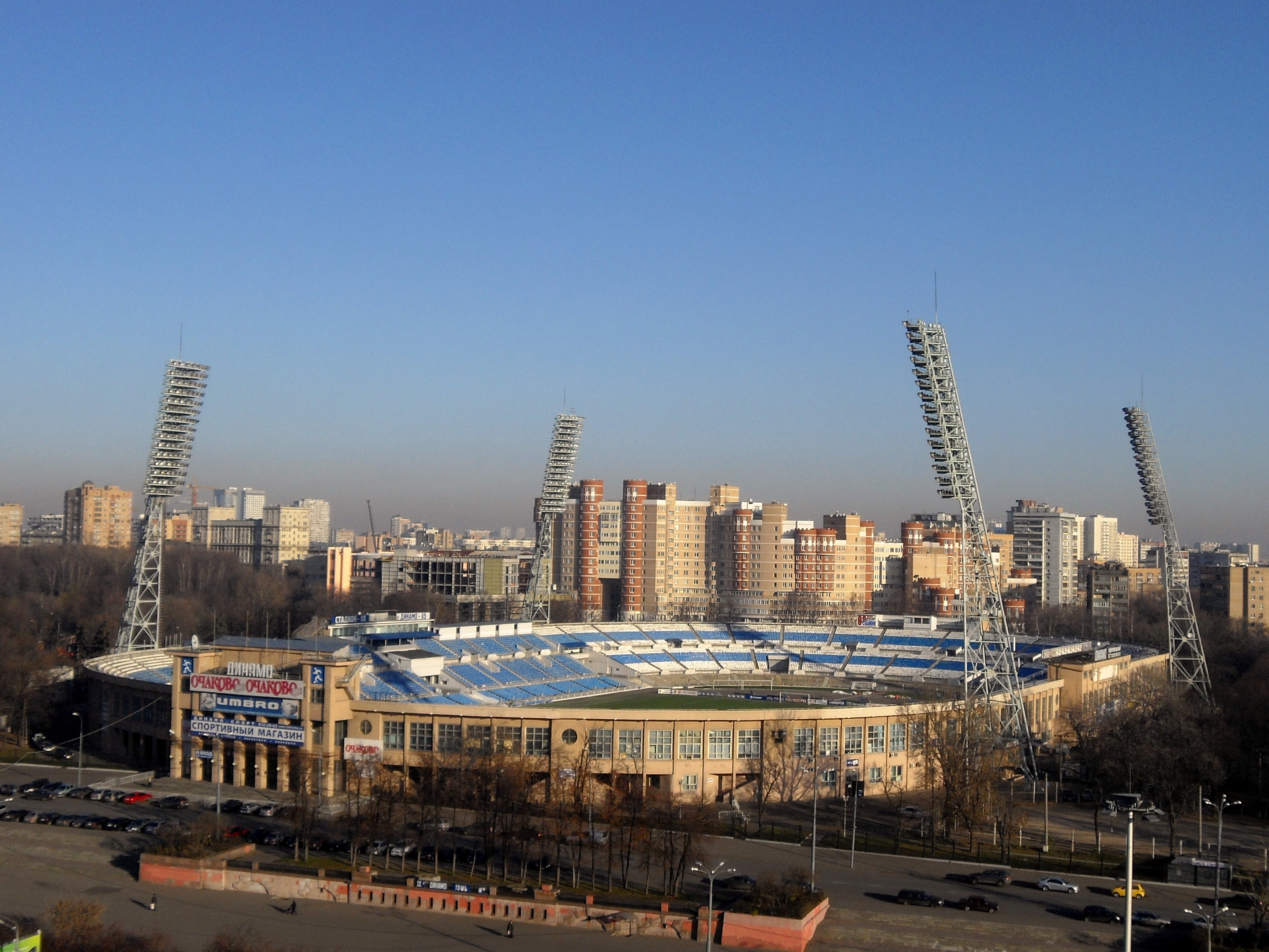
디나모 스타디움 (2008년 11월)

디나모 스타디움(영어: Динамо)은 러시아 모스크바에 있던 경기장이다. 1928년에 지어졌고 36,540명을 수용했다. FC 디나모 모스크바의 홈 구장이었다. 전 소련 디나모 스포츠 협회의 중앙 경기장이었다. 1956년 레닌 중앙 경기장이 건설되기 전까지 디나모 경기장은 모스크바의 중앙 스포츠 시설이었다. 이 경기장은 1980년 하계 올림픽 축구 대회 경기장 중 하나였다. 2008년에 철거를 위해 폐쇄되었고, 2008년 11월 22일에 마지막 경기가 열렸다.
같은 자리에 VTB 아레나라는 이름의 새로운 경기장이 지어졌다.